# Batrachotoxine
Batrachotoxine (letterlijk: kikkergif) is een natuurlijk gif dat in bepaalde soorten kikkers, vogels en kevers voorkomt. Het is een van de meest dodelijke neurotoxines en wordt waarschijnlijk gebruikt als afweermechanisme. Batrachotoxine bindt aan de voltage-afhankelijke natriumkanalen en leidt tot een onomkeerbare depolarisatie van zenuwen en spieren. Symptomen zijn onder andere stuiptrekkingen en hartritmestoornissen, resulterend in de dood. Batrachotoxine is sterk verwant met de pumiliotoxines, een groep van toxische verbindingen die voorkomen in onder andere de huid van pijlgifkikkers.

## Eigenschappen

### Voorkomen
Batrachotoxine komt voor in verschillende dieren in tropische delen van de wereld. Het sterke vergif wordt afgescheiden door een aantal pijlgifkikkers. In 1960 werd het ontdekt in twee soorten, namelijk: Phyllobates terribilis en Phyllobates bicolor. Het wordt uitgescheiden door klieren op de rug. Het gif bevindt zich ook in een aantal vogels in Nieuw-Guinea, onder andere in de huid, veren en skeletspieren van de bergpitohui (Pitohui dicrorous).De hypothese is dat het gif afkomstig is uit de kever Choresine van de familie Melyridae, die het gif produceert als afweermechanisme. De vogels en kikkers hebben zich evolutionair aangepast en zijn nu in staat deze kevers te verorberen en zelf het gif te gebruiken.

### Groep
Batrachotoxines is de gemeenschappelijke naam voor een groep van vergiften. In vogels komt homobatrachotoxine voor, in kikkers batrachotoxine, homobatrachotoxine en batrachotoxine A. De werking van deze verschillende stoffen verschilt niet veel. Er is echter wel een verschil in effectiviteit door kleine verschillen in structuur.

### Structuur
Batrachotoxines hebben een steroïde alkaloïde structuur. De steroïde backbone lijkt op die van cholesterol; slechts één koolstofatoom verschilt. Batrachotoxine is, zoals alle steroïden, lipofiel. De hydrofobe kant van de steroïde backbone is naar buiten gericht. Er zijn meerdere factoren die de activiteit van batrachotoxine beïnvloeden. Zo is de backbone van groot belang voor de activiteit van batrachotoxine. Dit blijkt uit een experiment waarbij de backbone wordt gereduceerd. Er is hierbij namelijk een grote verlaging van activiteit waargenomen. Ook de zuurstofatomen in de basisstructuur van batrachotoxine spelen een belangrijke rol in de activiteit. De pH heeft ook invloed op batrachotoxine, omdat batrachotoxine kan protoneren. De geprotoneerde vorm is over het algemeen actiever. Als laatste beïnvloedt de restgroep, de groep die telkens anders is in de verschillende batrachotoxines, naast de effectiviteit ook de activiteit van de stof. Zo is batrachotoxine A, die geen pyrrool heeft zoals batrachotoxine, wel effectief, maar niet actief. Het kan goed aan natriumkanalen binden, maar kan deze niet actief maken.

### Afweermechanisme
Waarschijnlijk worden de batrachotoxines gebruikt als afweermechanisme. Uit onderzoek is gebleken dat de pijlgifkikker zelf geen batrachotoxine kan synthetiseren, wat impliceert dat ze deze stof uit hun omgeving opnemen. Er zijn sterke vermoedens dat deze kikkers de stof isoleren bij het eten van kevers van de soort Choresine. De kikkers zijn genetisch geëvolueerd, zodanig dat de eiwitten in hun natriumkanalen in spieren en zenuwen niet binden met batrachotoxine. Voor vogels is dit nog niet bekend; daar is meer onderzoek voor nodig.

## Toxische werking en effect
Alle cellen in het menselijk lichaam hebben een rustpotentiaal van zo’n −70mV. Dit wil zeggen dat de binnenkant van de cel negatief geladen is ten opzichte van de buitenkant van de cel door de onevenredige verdeling van ionen. De distributie van de ionen over het celmembraan wordt strikt gereguleerd door voltage-afhankelijke natrium- en kaliumkanalen. In rust zijn alle natriumkanalen gesloten.
Actiepotentialen ontstaan wanneer een depolarisatie de drempelwaarde overschrijdt. De voltage-afhankelijke natriumkanalen gaan open en de cel depolariseert door de influx van natriumionen. Bij een bepaalde potentiaal inactiveren de natriumkanalen en repolariseert de cel. Kalium stroomt daarbij de cel uit en wanneer de rustpotentiaal weer is bereikt, herstelt de Na/K-ATPase de rustconcentraties van deze ionen.
Batrachotoxine bindt aan de voltage-afhankelijk natriumkanalen. Door deze binding wordt de drempelpotentiaal negatiever en verliezen de kanalen de mogelijkheid tot inactivatie. Tevens is de ion-selectiviteit gereduceerd. De elektrische communicatie tussen cellen raakt dus ernstig verstoord. Met andere woorden, intoxicatie met batrachotoxine leidt tot een irreversibele depolarisatie van zenuwen en spieren.
Batrachotoxine bindt waarschijnlijk in de porie van het natriumkanaal. Hoe sterk de binding van batrachotoxine met het natriumkanaal is, hangt af de aminozuurvolgorde van de glycoproteïnen van het kanaal. Door elektrostatische interactie met fenylalanine wordt de binding van batrachotoxine gestabiliseerd. Door deze irreversibele binding wordt het evenwicht tussen open en gesloten toestand van het kanaal verstoord, zodat het kanaal voornamelijk in de open toestand verkeert.
Batrachotoxine passeert in ongeladen vorm de membraan van de cellen. Bij de fysiologische pH - de pH van het cytoplasma - is batrachotoxine voornamelijk positief geladen. Het gif bereikt enkel de receptor vanaf de cytoplasmatische kant van de membraan en alleen wanneer het kanaal openstaat.

### Behandeling
Er is nog geen behandeling tegen vergiftiging met batrachotoxines. Uit onderzoek is echter al wel gebleken dat verdovingsmiddelen, die de natriumkanalen blokkeren, de binding van batrachotoxines tegengaan. Met tetrodotoxine en saxitoxine is batrachotoxine te antagoneren (tegenwerken), deze twee vergiften blokkeren ook de natriumkanalen. Ze gaan de binding van batrachotoxine echter niet tegen.

## Symptomen
Batrachotoxine staat bekend als een van de giftigste toxines. Bij subcutane injectie in muizen is de LD50 100 nanogram. In de mens is dit naar schatting zo’n 200 microgram. Ondanks dat deze stof over het algemeen gerekend wordt tot de neurotoxinen, heeft het ook een sterk effect op het hart.
Batrachotoxine veroorzaakt, door de modulatie van de voltage-afhankelijke natriumkanalen, een irreversibele depolarisatie van zenuwen en spieren. Dit leidt tot verminderde coördinatie en evenwicht, uitputting, benauwdheid en stuiptrekkingen. Vervolgens leidt intoxicatie tot hartritmestoornissen, hypotensie, hypoxie en uiteindelijk tot hartstilstand. Deze symptomen zijn in overeenstemming met het werkingsmechanisme. Batrachotoxine veroorzaakt overigens ook gevoelloosheid in contact met menselijk weefsel.

## Toepassing
Indianen in Colombia gebruiken het huidgif van de pijlgifkikkers om mee te jagen. Hier hebben de dieren dan ook hun naam aan te danken. De stammen hadden verschillende manieren om het gif te verkrijgen. Een daarvan is de kikker aan een stok te prikken en deze dan boven het vuur te houden. Het gif uit de huid komt zo vrij en dit is er dan makkelijk van af te schrapen. Een andere, en wat vriendelijkere, manier is het simpelweg wrijven van de pijlpunten over de rug waarbij de kikker behendig wordt vastgehouden aan een pootje.
De toxische stof is ook erg welkom in onderzoek naar iontransport in zenuw, spier en synaps. Tevens is er een mogelijke toepassing van deze stof als pijnstiller. In zeer lage concentraties is de stof niet toxisch, maar moduleert het wel de voltage-afhankelijke natrium - Nav1.8 - kanalen. Deze kanalen bevinden zich op de zenuwen en vervullen een sleutelrol in de pijnperceptie. Uit onderzoek is gebleken dat dit effect waarneembaar is, reversibel en geen bijwerkingen heeft.